# 雷内多德埃斯格瓦
雷内多德埃斯格瓦，是西班牙卡斯蒂利亚-莱昂巴利亚多利德省的一个市镇。总面积29平方公里，总人口1203人（2001年），人口密度41人/平方公里。